# Canis lupus arabs
El lobo árabe (Canis lupus arabs) es una subespecie de lobo propia de Oriente Medio de pequeño tamaño y color grisáceo claro. Poblaba diversas zonas a lo largo de la Península arábiga, pero ahora sólo vive en pequeñas zonas del sur de Israel, el sur y el oeste de Irak, Omán, Yemen, Jordania, Arabia Saudita y, probablemente, algunas partes del sur de la península del Sinaí en Egipto.
Se alimenta principalmente de pequeños ungulados, roedores, lagomorfos como la liebre del cabo e incluso de carroña, alimentándose también de ganado  pequeño como ovejas o cabras lo que ha supuesto ser atacado por  los ganaderos de la zona o el empleo de veneno que amenazan su existencia.
Tras la prohibición de su caza en Omán su población se ha recuperado y extendido. En Israel se estima una población total de unos 150 ejemplares.

## Características y adaptación

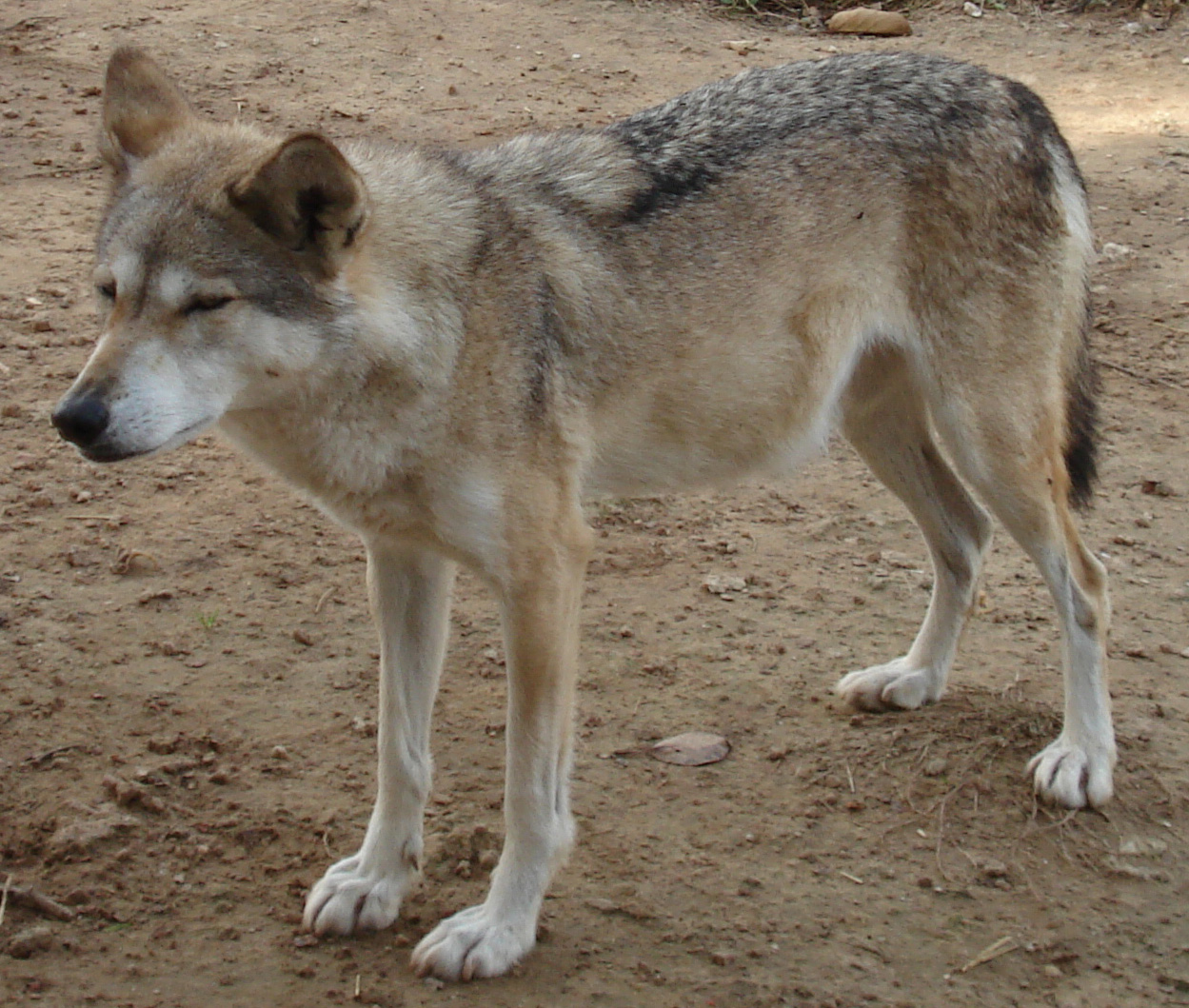
Lobo gris, foto tomada en el Jardín de Investigación Zoológica de la Universidad de Tel Aviv, Israel.

El lobo árabe es un pequeño lobo, adaptado al desierto que mide en torno a 66 cm de altura hasta los hombros y pesa un promedio de 18 kg. En comparación con otras especies, sus orejas son proporcionalmente más grandes en relación con el tamaño del cuerpo; una adaptación necesaria para disipar el calor del cuerpo. Los lobos árabes no suelen vivir en grandes manadas y cazan en parejas o en grupos de tres a cuatro animales. Sin embargo, hay imágenes de grupos de doce miembros. Esta subespecie es inusual, ya que no aulla.
Los lobos árabes tienen un pelaje corto y fino en verano, aunque el pelo de la espalda sigue siendo largo, incluso en verano. Se cree que esta es una adaptación a la radiación solar. El pelo de invierno es largo, aunque no tanto como en la subespecie del norte. El lobo árabe no posee glándulas sudoríparas; al igual que otros perros, controlan la temperatura corporal mediante el jadeo rápido que provoca la evaporación desde los pulmones.
A diferencia de otros lobos grises a veces los dedos tercero y cuarto de las patas de un lobo árabe se fusionan, un rasgo que originalmente se pensó era único del perro salvaje africano.
Se distingue del lobo de la India por su piel pálida, su menor tamaño y su cabeza más pequeña en proporción.